# Castell de Montllobar
El  Castell de Montllobar és un castell medieval, d'època romànica, del despoblat de Montllobar, situat a l'oest del poble de Fígols de Tremp, en el municipi de Tremp. Del Castell de Montllobar només en resta una torre de planta circular situada sobre un penyal, escapçada i amb el costat sud-oest ensorrat. L'aparell constructiu és molt semblant al de la majoria de torres del Pallars Jussà, però els carreus, lleugerament escairats, són força allargats. Al voltant de la torre resten diversos murs.
Per accedir-hi des de Tremp, cal prendre la carretera C-13 en direcció a Balaguer i al cap de pocs metres de la sortida de Tremp apareix un encreuament amb la C-1311 en direcció a Pont de Montanyana. Seguint aquesta carretera, les restes del castell es troben al capdamunt del coll de Montllobar, poc després d'haver passat el desviament de Fígols. S'hi arriba des d'una pista forestal que surt a peu de la carretera.
Tot i les obres de consolidació que s'hi han realitzat del castell només en queda una torre rodona, escapçada i malmesa, amb la porta a 6 m d'alçada. L'aparell és de carreus petits, aplanats, disposats en filades regulars. Fa 7 metres de diàmetre exterior, 1,9 m de gruix dels murs i 7,5 metres d'alçada màxima conservada.
Formant part del mateix castell, hi ha les restes d'un poblat medieval.
Aquesta fortificació va ser un element clau en el control de la serra que separa la Conca de Tremp amb la conca del riu Noguera Ribagorçana. A nivell històric, Montllobar apareix documentat al segle XII i es troba vinculat al Castell d'Eroles.